# أسكرينة
الأسكرينة (الاسم العلمي: Ascarina) هي جنس من النباتات تتبع الفصيلة الكلورانطية من رتبة الكلورانطيات.